# جوزف سیتی (آریزونا)
جوزف سیتی (به انگلیسی: Joseph City) یک منطقهٔ مسکونی در ایالات متحده آمریکا است که در شهرستان ناواهو، آریزونا واقع شده‌است. جوزف سیتی ۱۹٫۲۰ کیلومتر مربع مساحت و ۴۴۴ نفر جمعیت دارد و ۱٬۵۳۷٫۱۳ متر بالاتر از سطح دریا واقع شده‌است.